# علم أمراض الأسنان
اختصاصيو أمراض الأسنان هم أطباء أسنان متخصصون في تشخيص وتمييز أمراض الأسنان والفك والفك العلوي من خلال فحص عينات الأنسجة.